# Ehrhornia fodiens
Ehrhornia fodiens är en insektsart som beskrevs av Goux 1935. Ehrhornia fodiens ingår i släktet Ehrhornia och familjen ullsköldlöss.
Artens utbredningsområde är Frankrike. Inga underarter finns listade i Catalogue of Life.